# D Records
D Records ist ein US-amerikanisches Plattenlabel, das von dem Produzenten Pappy Dailey 1958 gegründet wurde.

## Geschichte

### Gründung und Erfolge
1958 gründete Pappy Dailey sein neues eigens Label, nachdem er sich von seinem Geschäftspartner Don Pierce getrennt hatte. Dailey und Pierce hatten in den vorausgegangenen Jahren Starday Records aufgebaut und Stars wie George Jones entdeckt. D Records war vor allem für den Country- und Rockabilly-Markt gedacht, so nahmen in den Anfangsjahren des Labels zahlreiche Rockabilly-Künstler ihre Platten für D auf. Einige dieser frühen Musiker waren Utah Carl, Jimmy and Johnny, Eddie Bond, „Country“ Johnny Mathis, J.P. Richardson, Dee and Patty, Ray Campi, Merle Kilgore, Glenn Barber, Tibby Edwards, Hardrock Gunter und Link Davis. Die erste Veröffentlichung (D 1000) war Can’t Play Hookey / My Steady Dream von Tommy Wood am 26. Mai 1958.
Mit einigen Künstlern konnte D Records Hiterfolge verzeichnen, wie beispielsweise mit J.P. Richardsons Chantilly Lace, Claude Grays Family Bible, Willie Nelsons Night Life und The Party’s Over oder Clay Blakers The Only Thing I Have Left.

### Ende und Neuanfang
1975 wurde das Label kurz nach der Veröffentlichung der ersten Platten von George Straits Band Ace in the Hole geschlossen, da Dailey sich zurückgezogen hatte und seine Söhne mit der Leitung ihrer Publishingfirma „Glad Music“ genug zu tun hatten.
2002 versuchte sich Daileys Enkel Wes Dailey ebenfalls im Musikgeschäft und belebte das Label seines Großvaters erneut. Mit Künstlern wie Jason Allen, Jamie Richards und Zona Jones veröffentlicht D Records nun wieder mit mäßigem Erfolg. Damals wie heute liegt der Sitz des Labels in Houston, Texas.